# Joseph-Alexandre Auzias-Turenne
Pour les articles homonymes, voir Turenne.
Joseph-Alexandre Auzias-Turenne, né le 1er mars 1812 à Pertuis (Vaucluse) et mort le 27 mai 1870 à Paris, est un médecin français.

## Biographie
Il prôna l'inoculation préventive de la syphilis, sur le modèle de la variolisation, et consacra sa vie à cette idée que la postérité n'a pas ratifiée.
En 1859, avec Camille-Melchior Gibert, il prit part à une expérience controversée dans laquelle des patients humains furent délibérément infectés de syphilis en vue de prouver la nature infectieuse de la syphilis secondaire. 
Il soutint une théorie de l'immunisation comme épuisement, chez le sujet, d'une substance nécessaire à l'agent infectieux. Cette théorie, bien qu'adoptée par Louis Pasteur, n'a pas, elle non plus, été ratifiée par la postérité.
Il prôna l'utilisation des antagonismes microbiens à des fins thérapeutiques (guérison de maladies comme le favus, l'éléphantiasis, le lupus et le cancer ). Cette idée fut également défendue par Pasteur et, cette fois, ratifiée par la postérité, mais ne fut mise en œuvre ni par Auzias-Turenne, ni par Pasteur.

## Publications
- Jenner et la vaccine, Paris : Imprimerie Divry et cie., 1862
- Questions, 1° Des causes des scrofules : 2° Des luxations, des causes qui les déterminent et de leur mécanisme : 3° Quelles sont les diverses substances qui entrent dans la composition du cervelet ? Quelle est leur situation respective et dans quelles propositions concourent-elles à la formation de l'organe ? : 4° Quelles sont les préparations dont l'aconit fait la base. Les décrire et les comparer entre elles, Paris : Imp. Rignoux, 1841
- Théorie ou mécanisme de la migraine, Paris : Plon, 1849
- La variole et la vaccine ne sont pas produites par un même principe virulent, Paris, 1850
- De la syphilisation et de la contagion des accidents secondaires de la syphilis : communications à l'Académie Nationale de Médecine, par MM. Ricord, Bégin, Malgaigne ; avec les communications de MM. Auzias-Turenne et C. Sperino à l'Académie des Sciences de Paris et à l'Académie de Médecine de Turin, Paris : J.-B. Baillière, 1853
- Lettre à M. le préfet de police sur la syphilisation, Paris, 1853
- Discussion sur la syphilis : Extrait des procès-verbaux de la Société médicale du Panthéon, Paris : Imprimerie de Moquet, 1856
- Correspondance syphi-lographique, suivi du Rapport fait par M. Gibert à l'Acad. imp. d. Méd., Paris : Leclerc , 1860
- Communication sur le traitement de la blennorragie et de la blennorrée, faite à la Société médicale du Panthéon, le 10 août 1859, Paris : L. Leclerc, 1860
- Discours sur la syphilisation..., Paris : Bailly, 1861
- De la syphilis vaccinale : Communications à l'Académie impériale de médecine, par Depaul, Suivies de mémoires sur la transmission de la syphilis par la vaccination et la vaccination animale, par A. Viennois, Paris : J.-B. Baillière et fils, 1865
- Les Virus au tribunal de l'Académie & dans la Presse, Paris : Imp. Divry, 1868
- La syphilisation, Publication de l'oeuvre du docteur Auzias-Turenne faite par les soins de ses amis, Paris : G. Baillière, 1878
- Théorie ou mécanisme de la migraine, Edition électronique : numérisation 2005, Paris : BIUM, 2005
- Discours prononcés sur la tombe de M. Isidore Geoffroy-St-Hilaire, le 13 octobre 1861, Henri Milne-Edwards, Paris : F. Didot